# 金丸一元
金丸 一元（かねまる かずもと、1949年〈昭和24年〉4月3日 - ）は、日本の政治家。山梨県南アルプス市長（3期）。

## 来歴
山梨県出身。山梨県立甲府第一高等学校卒業。1974年（昭和49年）、立教大学卒業。
1987年（昭和62年）峡西青年会議所理事長、2004年（平成16年）南アルプス市議会議員に初当選。2008年（平成20年）に再選。2012年（平成24年）に三選。
2015年（平成27年）4月26日執行の南アルプス市長選挙で現職の中込博文を破り、初当選（金丸：18,109票、中込：16,235票）。同年4月27日、市長に就任。
2019年（平成31年）の市長選では、前回戦った元職の中込博文を破り再選（金丸：17,367票、中込：12,487票）。投票率は52.19％。
2023年（令和5年）の市長選では、元県議会議員の桜本広樹を破り三選（金丸：18,129票、桜本：12,819票）。投票率は53.51％。